# Pasching
Pasching este o comună în landul Austria Superioară din Austria, situată la altitudinea de 295 metri deasupra nivelului mării, având o populație de circa 7100 locuitori. El se află cu câțiva kilometri sud-vest de Linz, învecinându-se cu Leonding, Hörsching, Wilhering și Traun.

## Legături externe
Materiale media legate de Pasching la Wikimedia Commons
- site oficial al comunei